# NGC 1579
NGC 1579 é uma nebulosa na direção da constelação de Perseus. O objeto foi descoberto pelo astrônomo William Herschel em 1788, usando um telescópio refletor com abertura de 18,6 polegadas. 